# Кастро Ирисабаль, Гонсало
Гонса́ло Ка́стро Ириса́баль (исп. Gonzalo Castro Irizábal; род. 14 сентября 1984, Тринидад), известный также по прозвищу Чори (исп. Chori) — уругвайский и испанский футболист, полузащитник клуба «Ривер Плейт» (Монтевидео) и в прошлом — сборной Уругвая.

## Биография

### Клубная карьера
Начал профессиональную карьеру в «Насьонале» в 2002 году — 13 июля он дебютировал в уругвайской Примере в игре против «Сентраль Эспаньола» (победа 3:1). Постепенно Чири стал одним из ключевых игроков «трёхцветных», которым помог выиграть помимо чемпионата 2002 года ещё два первенства Уругвая — переходный турнир 2005 года и чемпионат 2005/06. При этом в сезоне 2005/06 Кастро стал одним из лучших бомбардиров первенства.
В 2007 году Чори подписал 5-летний контракт с «Мальоркой». Футболист получал сравнительно мало игоровой практики в первые два сезона, но начиная с 2009 года постепенно стал одним из ключевых игроков «Мальорки». Так, в сезоне 2009/10 он в 35 матчах Ла Лиги отметился 6-ю забитыми голами, в следующем сезоне в 33 играх забил 5 голов, а в сезоне 2011/12 полностью повторил результат сезона 2009/10 (35 матчей, 6 голов).
Летом 2012 года в статусе свободного агента перешёл в «Реал Сосьедад». Зимой 2016 года перешёл в «Малагу».

### Карьера в сборной
За сборную Уругвая Гонсало Кастро дебютировал 17 августа 2005 года в матче против сборной Испании в Хихоне. Испания выиграла со счётом 2:0. В 2005—2006 годах Чори провёл ещё два матча за Селесте, после чего надолго выпал из поля зрения тренерского штаба сборной. В конце неудачного для сборной Уругвая 2012 года Гонсало Кастро был вызван в расположение сборной впервые за 6 лет. Он вышел на замену на 76-й минуте матча против сборной Польши, в котором Уругвай выиграл со счётом 3:1.
Младшая сестра Чори Хулиана Кастро выступает за женскую сборную Уругвая по футболу.

## Достижения
- Чемпион Уругвая (5): 2002, 2005, 2005/06, 2019, 2020
- Обладатель Суперкубка Уругвая: 2019